# Station Albias
Station Albias is een spoorwegstation in de Franse gemeente Albias.